# Каракара
Каракара або каранча (Caracara) — рід хижих птахів родини соколових (Falconidae), поширений на більшій частині території Америки. Історично рід розглядався як конспецифічний та мав назву Polyborus. Включає один сучасний вид, один вид, що вимер на початку XX століття, та низку викопних форм.

## Види
- Каракара аргентинська (Caracara plancus)
- †Каракара гваделупська (Caracara lutosa)

Викопні види
- †Caracara creightoni – пізній плейстоцен (Куба, Багами)[1]
- †Caracara latebrosus – пізній плейстоцен (Пуерто-Рико)[2]
- †Caracara major - пізній плейстоцен (Уругвай)[3]
- †Caracara prelutosus - пізній плейстоцен (Каліфорнія)[4][5]
- †Caracara seymouri - пізній плейстоцен (Перу, Еквадор)[6]
- †Caracara tellustris – пізній плейстоцен (Ямайка)[7]